# Megaselia benebarbata
Megaselia benebarbata är en tvåvingeart som beskrevs av Rudolf Beyer 1965. Megaselia benebarbata ingår i släktet Megaselia och familjen puckelflugor. Inga underarter finns listade i Catalogue of Life.